# Sachniwszczyna
Sachniwszczyna (ukr. Сахнівщина) – wieś na Ukrainie, w obwodzie połtawskim, w rejonie połtawskim, w hromadzie Masziwka. W 2001 liczyła 503 mieszkańców, wśród których 493 wskazało jako ojczysty język ukraiński, a 10 rosyjski.